# Back Again (album)
Back Again är ett musikalbum som gavs ut i Tyskland 2002 av artisten Jan Wayne.

## Låtlista
1. Because The Night (3:31)
2. She's Like The Wind (3:52)
3. Only You (3:23)
4. All Over The World (3:47)
5. Take My Breath Away (5:42)
6. Stop Dreaming (5:18)
7. Total Eclipse Of The Heart (3:30)
8. More Than A Feeling (5:29)
9. Ready To Fly (4:03)
10. Set Me Free (4:20)
11. Nightvisions (4:58)
12. Dein Ist Mein Ganzes Herz (4:00)
13. Jan Wayne Theme (5:44)